# Armando Perotti
Armando Perotti (Bari, 1º febbraio 1865 – Cassano delle Murge, 24 giugno 1924) è stato uno scrittore, poeta e giornalista italiano. Attento osservatore e conservatore delle realtà pugliesi e della cultura regionale fu un letterato di grande sensibilità e cultura.

## Biografia
Nacque in una famiglia agiata: suo padre, il tenente Camillo Gaetano Perotti, di Ivrea, era giunto a Bari nel 1862 con la qualifica di capitano del genio militare. Sua madre, Fulvia dei conti Miani, polignanese, era una giornalista e scrittrice di orientamento liberale, discendente da una famiglia della nobiltà napoletana. La coppia risiedeva in quegli anni a Bari, ma soleva trascorrere lunghi periodi di villeggiatura a Cassano delle Murge, comune del quale Camillo Gaetano Perotti sarebbe stato sindaco dal 1875 al 1883. L'infanzia di Armando fu contraddistinta dai frequenti spostamenti della famiglia, che nel 1869 si trasferì a Gaeta e due anni dopo a Roma, per fare ritorno in Puglia solo nel 1874.
Ottenuta la maturità classica a soli 17 anni, Armando fu dissuaso dalla famiglia dal proseguire gli studi presso l'Accademia Navale di Livorno e si iscrisse alla facoltà di Giurisprudenza dell'Università di Roma. Vi sostenne pochi esami, tanto da decidersi a trasferirsi presto a Firenze, dove ottenne il diploma di abilitazione in materie letterarie ad appena venti anni. Il breve soggiorno romano fu tuttavia per Armando occasione per iniziare le prime frequentazioni delle redazioni giornalistiche. Trasferitosi a Perugia, vi pubblicò un volume di sonetti e nel 1889 si laureò in giurisprudenza. Stabilitosi nuovamente a Roma, prese a frequentare i circoli culturali della capitale, e strinse amicizia con lo scultore molfettese Filippo Cifariello, che gli trasmise la passione per lo studio erudito della Puglia, sino ad allora negletto. 
Il definitivo ritorno a Bari risale al 1893: Armando Perotti divenne presto uno degli esponenti di spicco dei circoli intellettuali cittadini, e prese a collaborare attivamente a numerose testate giornalistiche e satiriche, tra le quali il Fra Melitone, che in quegli anni aveva ospitato le prime caricature di Frate Menotti, e il Corriere delle Puglie. Nella collaborazione con il Corriere, Perotti manifestò la varietà dei suoi interessi che spaziavano dall'attualità cittadina alle tradizioni popolari, dal teatro ai problemi sociali. Dopo la morte del padre, nel 1898 si trasferì a Castro, nel basso Salento, diradando così la partecipazione alla vita culturale barese e stringendo rapporti di scambio intellettuale con figure dell'eruditismo locale come Paolo Emilio Stasi e Pasquale De Lorentiis. A Castro poté dedicarsi a tempo pieno a quegli studi sulle tradizioni popolari che nel 1908 produssero Bari ignota. Tornato a Bari, Perotti si sposò e partecipò alle elezioni comunali del 1910, risultando a sorpresa il candidato più votato. 
Negli anni successivi, oltre a mantenere la collaborazione con il Corriere delle Puglie poté approfondire le proprie ricerche presso la biblioteca Sagarriga Visconti-Volpi, della quale fu anche direttore, e diede alla luce diverse opere a carattere storiografico. La coeva produzione poetica sarebbe stata pubblicata postuma.
Dopo un periodo di malattia, nel 1924 Perotti morì a Cassano delle Murge all'età di 59 anni.

## Attività
Nella formazione culturale di Armando Perotti influirono le due lauree in lettere e in giurisprudenza, ma anche il clima positivista dei nuovi studi storiografici meridionali.
Lo studio delle fonti, attingendo al patrimonio - sia storico che pubblicistico - lo aiutò a costruire la geografia mentale del momento, tra Ottocento e Novecento, bufere e speranze.
La sua attività di scrittore fu strenuamente condotta, tanto da meritare l'attenzione di Benedetto Croce che giudicò i suoi libri "esatti nell'erudizione, storicamente intelligenti, letterariamente sobri e di buongusto", con attenzione maniacale, l'aspetto più conosciuto della sua poliedrica personalità
Scrittore e poeta si espresse, cogliendo il nesso tra continuità e innovazione, tradizione e cronaca, misura e pathos. Scriveva Luigi De Secly, elzevirista del Corriere delle Puglie: La Terra di Bari ha avuto ed ha molti poligrafi, e alcuni di essi certamente benemeriti, ma un solo artista, Armando Perotti che ha saputo far rivivere storie e leggende e monumenti di Puglia. L'efficacia del Perotti storico rievocatore delle vicende della sua Terra è stata ed è notevole, certo assai superiore a quella avuta da coloro che lo precedettero, anche se le benemerenze scientifiche di qualcuno di questi ultimi siano certamente maggiori". Vale la pena tirarlo fuori dal cassetto dell'oblìo per varie ragioni.
Nell'attività di giornalista collaborò con 22 testate, regionali e nazionali, usando la stampa come strumento di lettura della disarmonia costruttiva della storia reale. Pubblicò oltre 200 articoli sul "Corriere delle Puglie" (poi "La Gazzetta del Mezzogiorno"), occupandosi della quotidianità e dei beni culturali, impegnato nel recupero dell'identità e delle radici pugliesi, nella cornice del nuovo Stato unitario.
Poligrafo e poeta, può essere considerato il primo critico d'arte del Novecento; coniugò estetica e politica, efficienza e giustizia; creò una mitologia barese: intendeva promuovere - attraverso libri e articoli - una coscienza storica (non tollerava le approssimazioni e considerava lo sviluppo una questione di alta e bassa "coltura"), un Nuovo Umanesimo.
Aree di interesse furono: la toponomastica, il dialetto, i beni culturali, le questioni urbane, l'ambiente, il lavoro, il mercato. Oltre le notizie della quotidianità, scovava le notizie sepolte nelle vecchie carte. Rivalutò i Borgia e raccontò di Bona Sforza con la forza della narrazione e della retorica. Disse di lui Tosti Cardarelli, nella commossa parola esaltatrice il prof. Angelico, in "La Gazzetta del Mezzogiorno", 24 febbraio 1931, parole appunto di elogio, ricordando la sua amicizia con Fra Menotti.

## Opere
- Il libro più conosciuto è Bari dei nostri nonni (Adriatica Editrice, Bari, 478 pagine); l'ultima edizione (1975), postuma, è a cura di Enrico Lonero, Luigi Sada e Mauro Spagnoletti, pubblicata in occasione del cinquantesimo della morte, con l'inserimento delle caricature di Armando Perotti realizzate dal disegnatore Frate Menotti.

Questa opera fa seguito agli scritti raccolti in "Bari Ignota" rubrica del Corriere delle Puglie tra il '19 e il '22.
- Vita Pugliese, Bari, Tip. Ed. Alighieri, 1904 (n. ed., Perotti, 1973).
- Puglia e Venezia tra mito e storia, Bari-Santo Spirito, Edizioni del Centro Librario, 1973.
- Storia e Storielle di Puglia, tratte da articoli del quotidiano barese diretto da Cassano.
- Il libro dei canti, Trani, Vecchi, 1889 (poi in Perotti 1926).
- Nuove storie e storielle di Puglia, a cura di Luigi Sada e Mauro Spagnoletti, Milano, Jaca Book, 1990.

## Riconoscimenti
Iniziative a ricordo dello scrittore sono state assunte dai Comuni di Bari, Cassano delle Murge, Polignano a Mare, Bisceglie e Castro. Giornate di studi in suo onore si sono tenute a Bari nel 2003 e nel 2007.
Al suo nome è intitolata una parte del lungomare a sud di Bari: nella località detta Punta Perotti era stata avviata nel 1995 la costruzione di un complesso immobiliare in violazione della legge Galasso. Il complesso è stato abbattuto nel 2006.